# Кубок світу з біатлону 2018—2019 — етап 8
Восьмий етап Кубка світу з біатлону 2018—19 відбудеться в Солт-Лейк-Сіті, США, 14 по 17 лютого 2019 року. До програми етапу буде включено 6 гонок:  гонка переслідування та спринт  у чоловіків та жінок, а також змішана естафета та одиночна змішана естафета.

## Гонки

### Чоловіки
| Гонка:               | Золото:                           | Час               | Срібло:                           | Час                | Бронза:             | Час               | Дж. |
| Спринт               | Ветле Шостад Крістіансен Норвегія | 23:29.7 (0+0)     | Сімон Детьє Франція               | 23:31.0 (1+0)      | Роман Рес Німеччина | 23:52.1 (0+0)     |     |
| Гонка переслідування | Кантен Фійон Майє Франція         | 30:55.8 (0+0+0+0) | Ветле Шостад Крістіансен Норвегія | 31:21.7 (0+1+0++0) | Сімон Детьє Франція | 31:43.1 (0+1+1+1) |     |

### Жінки
| Гонка:                      | Золото:                        | Час               | Срібло:                         | Час               | Бронза:                         | Час               | Дж. |
| Спринт, 7,5 км              | Марте Олсбю Ройселанд Норвегія | 19:47.6 (0+0)     | Кайса Мякяряйнен Фінляндія      | 19:59.1 (0+1)     | Франциска Гільдебранд Німеччина | 20:09.0 (0+0)     |     |
| Гонка переслідування, 10 км | Денізе Геррманн Німеччина      | 28:03.4 (0+0+1+1) | Франциска Гільдебранд Німеччина | 28:07.6 (0+0+0+1) | Кайса Мякяряйнен Фінляндія      | 28:19.9 (2+0+1+0) |     |

### Естафети
| Гонка:                    | Золото:                                                          | Час                                                       | Срібло:                                                                 | Час                                                       | Бронза:                                                                                   | Час                                                       | Дж. |
| Змішана естафета          | Франція Кантен Фійон Майє Сімон Детьє Селья Емоньє Анаїс Шевальє | 1:03:51.4 (0+0) (0+0) (0+0) (0+1) (0+0) (0+2) (0+0) (0+0) | Німеччина Ерік Лессер Бенедікт Долль Франциска Гільдебранд Ванесса Гінц | 1:04:04.9 (0+1) (0+0) (0+1) (0+2) (0+0) (0+0) (0+1) (0+1) | Норвегія Ветле Шостад Крістіансен Йоганнес Тінгнес Бо Тіріль Екгофф Марте Олсбю Ройселанд | 1:04:53.6 (0+0) (0+2) (0+0) (0+0) (0+3) (1+3) (0+0) (1+3) |     |
| Одиночна змішана естафета | Італія Лукас Гофер Доротея Вірер                                 | 35:27.9 (0+1) (0+1) (0+1) (0+0) (0+1) (0+1) (0+1) (0+0)   | Австрія Зімон Едер Ліза-Тереза Гаузер                                   | 35:50.8 (0+0) (0+1) (0+0) (0+1) (0+0) (0+0) (0+0) (0+0)   | Франція Антонен Гігонна Жулья Сімон                                                       | 36:18.1 (0+1) (0+2) (0+1) (0+0) (0+1) (1+3) (0+0) (0+0)   |     |